# 北庫塔
北庫塔（印尼語：Kuta Utara）是印度尼西亞峇里省巴東縣下屬的一個鎮，位於該縣中南部，東接登巴薩市西登巴薩區，南鄰庫塔鎮，西瀕印度洋，北連孟威鎮。

## 行政區劃
北庫塔鎮是由庫塔鎮分出而設立，目前轄有3村3社區。
| 村         | 社區           |
| ---------- | -------------- |
| 彰古村     | 吉羅博坎社區   |
| 大隆村     | 北吉羅博坎社區 |
| 蒂布本能村 | 南吉羅博坎社區 |